# Declana junctilinea
Declana junctilinea là một loài bướm đêm trong họ Geometridae.